# Han Hao
Han Hao (? - 218), jeune frère de Han Xuan. Il sert d’abord Yuan Shu, puis se livre à Xiahou Dun à la suite de la défaite subie à Kuangting en l’an 193. Il se met donc au service de Cao Cao et, reconnu pour sa planification prudente, il devient commandant des troupes de la Forêt à plume. 
En l’an 196, il présente à Cao Cao le système des Tuntian, consistant à confier des lopins de terre à des paysans sans terre, des réfugiés et des soldats et de leur fournir à bas prix le matériel nécessaire pour cultiver lesdits lopins. En échange, le gouvernement récupère la moitié de leurs récoltes. Ce système est basé sur les anciennes politiques de l’époque de l’empereur Wudi, à ceci près qu'autrefois il ne touchait que des soldats et que la totalité des récoltes devait servir à subvenir aux besoins en nourriture des armées. 
En l’an 208, il accompagne Xiahou Dun en tant que Général adjoint pendant la bataille de Bowang où ses incitations à la prudence sont ignorées, et ils subissent ensemble une lourde défaite.
En l’an 218, accompagné de Xiahou Shang, il vient assister Zhang He dans sa campagne militaire contre Liu Bei. Voulant venger son frère Han Xuan, il affronte Huang Zhong au mont Tiandang, mais tombe sous la lame de ce dernier.